# Liste der Baudenkmale in Müllrose
Die Liste der Baudenkmale in Müllrose enthält alle Baudenkmale der brandenburgischen Gemeinde Müllrose und ihrer Ortsteile. Grundlage ist die Landesdenkmalliste mit dem Stand vom 31. Dezember 2022. Die Bodendenkmale sind in der Liste der Bodendenkmale in Müllrose aufgeführt.

## Legende
In den Spalten befinden sich folgende Informationen:
- ID-Nr.: Die Nummer wird vom Brandenburgischen Landesamt für Denkmalpflege vergeben. Ein Link hinter der Nummer führt zum Eintrag über das Denkmal in der Denkmaldatenbank. In dieser Spalte kann sich zusätzlich das Wort Wikidata befinden, der entsprechende Link führt zu Angaben zu diesem Denkmal bei Wikidata.
- Lage: die Adresse des Denkmales und die geographischen Koordinaten. Link zu einem Kartenansichtstool, um Koordinaten zu setzen. In der Kartenansicht sind Denkmale ohne Koordinaten mit einem roten beziehungsweise orangen Marker dargestellt und können in der Karte gesetzt werden. Denkmale ohne Bild sind mit einem blauen bzw. roten Marker gekennzeichnet, Denkmale mit Bild mit einem grünen beziehungsweise orangen Marker.
- Bezeichnung: Bezeichnung in den offiziellen Listen des Brandenburgischen Landesamtes für Denkmalpflege. Ein Link hinter der Bezeichnung führt zum Wikipedia-Artikel über das Denkmal.
- Beschreibung: die Beschreibung des Denkmales
- Bild: ein Bild des Denkmales und gegebenenfalls einen Link zu weiteren Fotos des Baudenkmals im Medienarchiv Wikimedia Commons

## Über die Gemeindegrenzen hinaus
| ID-Nr.                           | Lage        | Bezeichnung | Beschreibung | Bild |
| -------------------------------- | ----------- | --- | ------------ | --- |
| 09115204                         | (Lage)      | Friedrich-Wilhelm-Kanal mit den Resten der Schleusen und Schleusenmeisterhäuser: Schlaubehammer mit Schleusenmeisterhaus, Schleuse Weißenspring mit Denkmal für alle errichteten Schleusen, Brieskower Schleuse und Schleusenmeisterhaus Müllrose |              | Friedrich-Wilhelm-Kanal mit den Resten der Schleusen und Schleusenmeisterhäuser: Schlaubehammer mit Schleusenmeisterhaus, Schleuse Weißenspring mit Denkmal für alle errichteten Schleusen, Brieskower Schleuse und Schleusenmeisterhaus Müllrose |
| 09115852 Teilobjekt zu: 09115204 | Müllrose () | Schleusenmeisterhaus |              | ein Bild hochladen |

## Baudenkmale in den Ortsteilen

### Biegenbrück
| ID-Nr.   | Lage                        | Bezeichnung    | Beschreibung | Bild           |
| -------- | --------------------------- | -------------- | ------------ | -------------- |
| 09115041 | Neubrücker Straße 26 (Lage) | Kolonistenhaus |              | Kolonistenhaus |

### Dubrow
| ID-Nr.   | Lage                | Bezeichnung | Beschreibung                                           | Bild     |
| -------- | ------------------- | ----------- | ------------------------------------------------------ | -------- |
| 09115014 | Dorfstraße 4 (Lage) | Wohnhaus    | Heute befindet sich hier die Landgaststätte Distelhof. | Wohnhaus |

### Müllrose
| ID-Nr.                           | Lage                              | Bezeichnung | Beschreibung | Bild                                                           |
| -------------------------------- | --------------------------------- | --- | --- | -------------------------------------------------------------- |
| 09115500                         | Fährweg 6 (Lage)                  | Gutshaus | | Gutshaus                                                       |
| 09115037                         | Am Zeisigberg 3, 6, 6a-f (Lage)   | Lungenheilstätte: Hauptgebäude mit Liegehallen und Torbogen, Wohn- und Wirtschaftsgebäude sowie Maschinen- und Heizhaus mit Wohnung, Feuerwehrgebäude mit Wagenhalle, Eishaus, Leichenhalle, Arztvilla, Gärtnerwohnhaus, Wohnhaus mit Einfriedung, Filterhaus und Zufahrt mit Torpfeilern sowie gärtnerisch gestaltete Anlagen | Die ehemalige Lungenheilstätte ist heute ein Alten- und Pflegeheim. Die Gebäude wurden 1906/1907 erbaut.                                                                                                  | weitere Bilder                                                 |
| 09116077 Teilobjekt zu: 09115037 | Am Zeisigberg 3, 6, 6a-f ()       | Sanatorium | | ein Bild hochladen                                             |
| 09116093 Teilobjekt zu: 09115037 | Am Zeisigberg 6a-f ()             | Liegehalle | | ein Bild hochladen                                             |
| 09116078 Teilobjekt zu: 09115037 | Am Zeisigberg 6 ()                | Wirtschaftsgebäude | | ein Bild hochladen                                             |
| 09116089 Teilobjekt zu: 09115037 | Am Zeisigberg 6 ()                | Küchengebäude & Laborgebäude | | ein Bild hochladen                                             |
| 09116087 Teilobjekt zu: 09115037 | Am Zeisigberg 6 ()                | Maschinenhaus | | ein Bild hochladen                                             |
| 09116090 Teilobjekt zu: 09115037 | Am Zeisigberg 6 ()                | Heizhaus | | ein Bild hochladen                                             |
| 09116079 Teilobjekt zu: 09115037 | Am Zeisigberg ()                  | Feuerwehrgebäude | | ein Bild hochladen                                             |
| 09116080 Teilobjekt zu: 09115037 | Am Zeisigberg ()                  | Eiskeller | | ein Bild hochladen                                             |
| 09116081 Teilobjekt zu: 09115037 | Am Zeisigberg ()                  | Leichenhalle | | ein Bild hochladen                                             |
| 09116082 Teilobjekt zu: 09115037 | Am Zeisigberg ()                  | Villa | | ein Bild hochladen                                             |
| 09116083 Teilobjekt zu: 09115037 | Am Zeisigberg ()                  | Gärtnerhaus | | ein Bild hochladen                                             |
| 09116084 Teilobjekt zu: 09115037 | Am Zeisigberg ()                  | Filtergebäude | | ein Bild hochladen                                             |
| 09116085 Teilobjekt zu: 09115037 | Am Zeisigberg 3 ()                | Wohnhaus | | ein Bild hochladen                                             |
| 09116086 Teilobjekt zu: 09115037 | Am Zeisigberg ()                  | Gartenanlage | | ein Bild hochladen                                             |
| 09115030                         | Beeskower Straße 2 (Lage)         | Gasthof „Grüner Baum“ (heute Wohnhaus) | Die Gaststätte wurde um 1800 erbaut und wird mittlerweile als Wohnhaus genutzt. | Gasthof „Grüner Baum“ (heute Wohnhaus)                         |
| 09115193                         | Beeskower Straße 8 (Lage)         | Ackerbürgerhaus | Das Haus ist das älteste erhaltene Gebäude von Müllrose, es wurde 1689 erbaut und 2007 restauriert. | Ackerbürgerhaus                                                |
| 09115502                         | Beeskower Straße 10 (Lage)        | Wohnhaus mit Hofgebäude | | Wohnhaus mit Hofgebäude                                        |
| 09115042                         | Forststraße 6 (Lage)              | Kolonistenhaus | Das Kolonistenhaus steht im Gemeindeteil Kaisermühl. | Kolonistenhaus                                                 |
| 09115195                         | Frankfurter Straße 1 (Lage)       | Fassade der Mühle | Das sechsgeschossige Mühlenwerk wurde 1865 in Rohziegel-Sichtmauerwerk ausgeführt. | Fassade der Mühle                                              |
| 09115077                         | Frankfurter Straße 31 (Lage)      | Wohnhaus | | Wohnhaus                                                       |
| 09115034                         | Frankfurter Straße 39, 39a (Lage) | Gasthaus „Zur Sonne“ mit Hauptgebäude, Torhaus und Hofgebäuden | Die Gaststätte wurde im Jahr 1774 errichtet. | Gasthaus „Zur Sonne“ mit Hauptgebäude, Torhaus und Hofgebäuden |
| 09115033                         | Kirchplatz 4 (Lage)               | Pfarrkirche | Die evangelische Kirche wurde 1747 erbaut und 1981–1983 restauriert. Der dreigeschossige Turm wurde erst 1875 hinzugefügt. Der Kanzelaltar stammt aus dem Jahr 1770, der Orgelprospekt aus dem Jahr 1772. | weitere Bilder                                                 |
| 09115499                         | Markt 3 (Lage)                    | Wohn- und Geschäftshaus | | Wohn- und Geschäftshaus                                        |
| 09115029                         | Markt 5 (Lage)                    | Altes Rathaus und nördliches Hofgebäude | Das Rathaus ist ein 1790 erbautes Privatgebäude, das 1848 von der Stadt angekauft wurde. | Altes Rathaus und nördliches Hofgebäude                        |
| 09115634                         | Seeallee (Lage)                   | Sowjetisches und antifaschistisches Denkmal | | Sowjetisches und antifaschistisches Denkmal                    |